# Cantone di Chalonnes-sur-Loire
Il Cantone di Chalonnes-sur-Loire è una divisione amministrativa dell'arrondissement di Angers e dell'arrondissement di Segré.
A seguito della riforma approvata con decreto del 26 febbraio 2014, che ha avuto attuazione dopo le elezioni dipartimentali del 2015, è passato da 5 a 17 comuni.

## Composizione
I 5 comuni facenti parte prima della riforma del 2014 erano:
- Chalonnes-sur-Loire
- Chaudefonds-sur-Layon
- Denée
- Rochefort-sur-Loire
- Saint-Aubin-de-Luigné

Dal 2015 i comuni appartenenti al cantone sono passati a 17. Si noti che la fusione che ha interessato Ingrandes e ha portato alla creazione di un nuovo comune, Ingrandes-Le Fresne sur Loire, ha aggiunto a questo cantone il nuovo territorio precedentemente nel Cantone di Ancenis del comune soppresso di Le Fresne-sur-Loire, mentre la fusione che ha interessato La Pouëze, comune soppresso dal 28-12-2015 entrando a far parte del nuovo comune di Erdre-en-Anjou con capoluogo nel Cantone di Tiercé, non ne ha mutato il cantone:
- Bécon-les-Granits
- Chalonnes-sur-Loire
- Champtocé-sur-Loire
- Chaudefonds-sur-Layon
- La Cornuaille
- Denée
- Ingrandes-Le Fresne sur Loire (fino al 31-12-2015 solo Ingrandes)
- Le Louroux-Béconnais
- La Possonnière
- La Pouëze (dal 28-12-2015 parte del comune di Erdre-en-Anjou)
- Rochefort-sur-Loire
- Saint-Aubin-de-Luigné
- Saint-Augustin-des-Bois
- Saint-Georges-sur-Loire
- Saint-Germain-des-Prés
- Saint-Sigismond
- Villemoisan